# Rehfeld
Rehfeld (1939–1946 Sarniki Małe; ukr. Рефельд) – dawna wieś na Ukrainie, obecnie zachodnia część wsi Sarniki w rejonie przemyślańskim należącym do obwodu lwowskiego. Rozpociera sie wzdłuż ulicy Tarasa Szewczenki.

## Historia
Dawna kolonia niemiecka założona Niemców galicyjskich w XVIII wieku na zachód od Sarnik; znajdowała się tu szkoła filialna. Począwszy of XIX wieku stanowiła odrębna gminę jednostkową w Bezirk Bóbrka, a od 1867 w powiecie bóbreckim.
W II Rzeczypospolitej gmina w powiecie bóbreckim województwa lwowskiego, od 1 sierpnia 1934 gromada w zbiorowej gminie Bóbrka. Zarządzeniem Ministra Spraw Wewnętrznych z 11 marca 1939 niemiecka nazwa została zmieniona na Sarniki Małe.
Po wojnie w ZSRR, gdzie została włączona do Sarnik.